# Johann II. (Nassau)
Johann II. von Nassau-Dillenburg (* um 1365; † Mai 1443 auf Dillenburg) (genannt mit der Haube, Haubner, der Ältere) war Graf von Nassau-Dillenburg. Er war ein Sohn des Grafen Johann I. von Nassau und dessen Frau Margarethe von der Mark.

## Leben
Wie sein Vater war Johann sehr kriegerisch und in zahlreiche Fehden mit den Landgrafen von Hessen und Kurtrier verstrickt. Mit seinen Brüdern Adolf, Johann III. und Engelbert verstand er sich aber, und so kam es 1409 zu einem Erbvertrag zwischen ihnen. Als 1416 der Erbfall eintrat, teilten die Brüder die Regierung.
Als 1420 auch der Bruder Adolf ohne Erben starb, erhielt Johann das Gebiet um Dillenburg und Hadamar. Nach dem Tod von Johann III. um 1430 kam es zu einer neuen Aufteilung der Verwaltung, indem Johann II. die deutschen Gebiete bekam und Engelbert die niederländischen. Schon 1417 erbte Engelbert die Grafschaft Vianden. 1420 fiel über das Erbe von Adolf die halbe Grafschaft Diez an die Brüder.
Die Ansprüche auf Kleve und die Grafschaft Mark gaben sie 1424 gegen Zahlung von 12.000 Goldgulden auf, die Adolf von Kleve zahlte. Um 1429 zahlten die Grafen von Virneburg 21.000 Goldgulden an die Brüder, um deren Ansprüche auf die Herrschaft Ravenstein mit Herpen und Uden abzufinden.
Am Ende seines Lebens überließ Johann die Verwaltung des Landes den Söhnen Engelberts.

## Familie
Johann blieb zeitlebens unverheiratet, aber nicht ohne Kinder. Mit einer Adelheid hatte er eine Tochter und einen Sohn. Die Tochter Adelheid ging 1438 in das Stift Keppel. Sein Sohn Tilmann „Bastard von Nassau“ bekam 1461 das Burglehen Wallenfels.

## Weblink
- Nassau-Dillenburg, Johann II. Graf von. Hessische Biografie. (Stand: 8. Januar 2024). In: Landesgeschichtliches Informationssystem Hessen (LAGIS).

## Einzelnachweis
1. ↑  
Christian von Stramberg, Denkwürdiger und nützlicher RheinischerAntiquarius S. 728 Digitalisat

| Personendaten    | Personendaten                                                                          |
| ---------------- | -------------------------------------------------------------------------------------- |
| NAME             | Johann II.                                                                             |
| ALTERNATIVNAMEN  | Johann II. von Nassau-Dillenburg; Johann mit der Haube; der Haubner; Johann der Ältere |
| KURZBESCHREIBUNG | Graf von Nassau-Dillenburg                                                             |
| GEBURTSDATUM     | 14. Jahrhundert                                                                        |
| STERBEDATUM      | Mai 1443                                                                               |
| STERBEORT        | Dillenburg                                                                             |